# 배유나
배유나(裵유나, 1989년 11월 30일 ~ )는 대한민국의 여자 배구 선수로서, 김천 한국도로공사 하이패스 소속이다. 스파이크 높이는 303cm, 블로킹 높이는 294cm이며, 가족으로 부모님과 언니 1명, 그리고 수영 선수로 활동했던 남편 백승호가 있다.
포지션은 레프트·라이트·센터까지 여러 포지션을 소화하지만, 국가대표팀에서는 라이트로 기용되는 경우가 많았고, 소속팀 김천 한국도로공사 하이패스에서는 주로 센터로 기용된다. 한유미·황연주·김연경 등을 배출한 수원한일전산여자고등학교(현재의 한봄고등학교) 출신이다.

## 약력
배유나는 안산서초등학교 3학년 때 처음 배구를 시작했다. 이후 팀을 전국대회 6관왕으로 이끌며 기대를 받았고, 원곡중학교를 거쳐 2005년 수원한일전산여자고등학교(현재의 한봄고등학교)에 입학하였다.
고등학교 2학년에 재학 중이던 2006년부터 국가대표에 발탁되어 월드그랑프리 배구대회와 도하 아시안 게임 등 국제 대회에 참가했으며, 2007-2008 시즌 드래프트에서 최고 신인으로 평가받아 1라운드 1순위에 지명되며 GS칼텍스 서울 KIXX에 입단하였다. 2007~2008 시즌에 배유나는 초반에는 라이트로 기용되어 최고 신인이라는 평가에 걸맞게 성공적인 데뷔전을 치른다. 그러나 시즌 중반이 되면서 당시 센터를 뛰던 김소정이 부진을 겪고 같은 팀 소속이였던 장신 라이트 나혜원과 포지션이 겹치는 바람에 센터 포지션으로 변경을 해야만 했고, 주전 세터 이숙자와의 호흡이 문제되며 힘든 시간을 보내기도 했다. 하지만 2007~2008 시즌 정규 리그 3위를 차지한 소속팀 GS칼텍스가 챔피언 결정전에서 우승을 차지하였고, 그 결과 정규리그 시상식에서 배유나는 신인 선수상을 수상하였다.
2007~2008 시즌 이후 치러진 베이징 올림픽 최종예선에서는 국가대표팀 주전 라이트로 활약하였고, 이어 열린 AVC컵에서는 주전 센터로 기용되었다. 프로 2년차를 맞은 2008~2009 시즌에는 이전 시즌에 잦은 포지션 변경을 겪었던 것과는 달리 센터 포지션을 계속 맡고 있다.
2015~2016 시즌을 마치고 FA가 됐으며, 원 소속팀 GS칼텍스 서울 KIXX와 협상이 결렬됐고, 김천 한국도로공사 하이패스로 이적하였다.

## V-리그개인 기록
| 시즌                             | 경기 수 | 세트 수  | 득점                  | 득점    | 득점 | 득점   | 득점      | 공격 성공률          |
| 시즌                             | 경기 수 | 세트 수  | 공격(시도)            | 2점후위 | 서브 | 블로킹 | 합계      | 공격 성공률          |
| -------------------------------- | ------- | -------- | --------------------- | ------- | ---- | ------ | --------- | -------------------- |
| 2007~2008 시즌                   | -       | -        | -                     | -       | -    | -      | -         | -                    |
| 정규리그 플레이오프 챔피언결정전 | 28 2 4  | 103 8 17 | 170(551) 9(34) 19(54) | 14 0    | 15 2 | 55 2 8 | 254 13 29 | 30.85% 26.47% 35.19% |
| 2008~2009 시즌                   | -       | -        | -                     | -       | -    | -      | -         | -                    |
| 정규리그 챔피언결정전            | 28 0    | 112 0    | 180(489) 0(0)         | 0       | 8 0  | 50 0   | 238 0     | 36.81% 00.00%        |

※대한민국 V-리그 여자부에서는 백어택(후위 공격)에 2점을 부여하는 제도를 시행했던 적이 있어 공격 기록에서 백어택으로 획득한 득점을 따로 분리하여 '2점후위'로 기록하였다. 이 제도는 2008~2009 시즌에 사라졌다.

## 수상 경력
- V-리그 여자부 신인선수상: 2008
- 2015년 NH농협 2015~2016 V-리그 올스타전 여자부 MVP